# Свети Антон (Округ Банська Штявниця)
Свети Антон (словац. Svätý Anton (obec), угор. Szentantal) — село, громада в окрузі Банська Штявниця, Банськобистрицький край, Словаччина. Кадастрова площа громади — 22,63 км². Населення — 1192 особи (за оцінкою на 31 грудня 2017 р.).
Перша згадка 1266 року.

## Населення
| Рік:            | 1994. | 2004.   | 2014.   | 2024.   |
| --------------- | ----- | ------- | ------- | ------- |
| Кількість осіб: | 1126  | 1187    | 1218    | 1284    |
| Різниця:        |       | +5,41 % | +2,61 % | +5,41 % |

| Рік:            | 2023. | 2024. |
| --------------- | ----- | ----- |
| Кількість осіб: | 1284  | 1284  |
| Різниця:        |       | +0 %  |